# فرانسیسکو سانچز (زبان‌شناس)

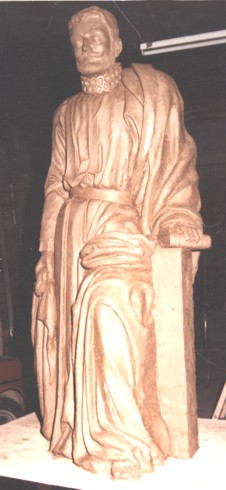
نمایی از تندیس فرانسیسکو سانچز دِ لاس برُزاس

فرانسیسکو سانچز به‌طور کامل فرانسیسکو سانچز دِ لاس برُزاس (به اسپانیایی: Francisco Sánchez de las Brozas) (1523 تا ۱۶۰۰ میلادی) زبان‌شناس و پژوهشگر علوم انسانی اسپانیایی بود.
او در برُزاس در استان کاسرس اسپانیا به دنیا آمد. والدین او، فرانسیسکو نونِز و لِنُر دیِز، اصیل اما تنگدست بودند. او با لطف و حمایت برخی بستگان موفق به تحصل شد و در اوورا جایی که زبان لاتین و علوم انسانی را آموخت این کار را شروع کرد و سپس در لیسبون تحصیلش را ادامه داد؛ در آنجا او به خدمت ملکه کاترین اول پرتغال و شاه ژان سوم پرتغال درآمد و تا زمان مرگ شاهزاده یعنی ۱۵۴۵ در دربار پرتغال ماند. طبق خواستهٔ حامیانش به دانشگاه سالامانکا رفت و در آنجا هنر و الاهیات خواند، که آن را ناتمام گذاشت.
او پس از یک کوشش ناموفق در ۱۵۵۴، کرسی بلاغت (سخن‌سنجی) را در سال ۱۵۷۳ در سالامانکا به دست آورد و در ۱۵۷۶ در حوزهٔ زبان یونانی با حقوقی بالاتر مشغول شد.
اهمیت ایده‌های سانچز در اصلاح آموزش سنتی اسپانیا در نیمهٔ قرن ۱۶ قابل‌مقایسه با کار آنتونیو نبریخا در ابتدای همان قرن است. این موضوع در آثار او یعنی هنر یادگیری لاتین (۱۵۹۵)، خلاصهٔ دستور یونانی (۱۵۸۱) و بیش از همه در بنیاد لاتین واقعاً کوتاه (۱۵۸۷) دیده می‌شود، جایی که او روش نبریخا را اصلاح کرد. با این وجود او بیشتر برای مینروا (کتاب): اصل و علل زبان لاتین (۱۵۸۷) شناخته می‌شود، یک دستور لاتین در چهار کتاب یا بخش (مطالعهٔ اجزای کلام، نام، فعل و آرایه‌های ادبی) که مطالعهٔ زبان را به استدلال موکول می‌کند و یکی از نخستین دستورهای شناخت‌شناسانه است که او را برای چندین نسل تبدیل به یک چهرهٔ سرشناس اروپایی می‌کند.

## کتاب‌ها
- مینروا: اصل و علل زبان لاتین (۱۵۸۷)
- هنر یادگیری لاتین (۱۵۹۵)
- خلاصهٔ دستور یونانی (۱۵۸۱)
- بنیاد لاتین واقعاً کوتاه (۱۵۸۷)